# Wacht-Klasse
Die Wacht-Klasse war eine Klasse von zwei Avisos der Kaiserlichen Marine. Ab 1899 wurden beide Schiffe als Kleine Kreuzer klassifiziert.

## Entwicklung
Durch die zügig fortschreitende Entwicklung der Torpedowaffe kam es in der Kaiserlichen Marine während der 1880er Jahre zu einer Überbewertung des Torpedos. Dies hatte Auswirkungen auf die entwickelten und gebauten Schiffstypen. Der in den Jahren 1885 und 1886 erstellte Amtsentwurf für eine neue Klasse von Avisos sah entsprechend ein Schiff vor, das die Geschwindigkeit von Torpedobooten erreichen konnte. Hierzu wurde der Entwurf kleiner als die vorangegangenen Typen und mit einer im Verhältnis zum Gewicht höheren Antriebsleistung versehen. Dies führte jedoch zu nur mäßigen Seeeigenschaften, wie sich während der Probefahrten zeigen sollte. Außerdem waren die Schiffe im Vergleich zu ähnlichen Modellen ausländischer Marinen artilleristisch zu schwach bewaffnet. Dieser Nachteil wurde teilweise durch den Einbau eines Panzerdecks sowie eines gepanzerten Kommandostandes wieder ausgeglichen.

## Technik
Der Amtsentwurf für den Aviso E sah ein Schiff mit einer Konstruktionsverdrängung von 1.246 t sowie einer Maximalverdrängung von 1.499 t vor. Die Gesamtlänge belief sich auf 85,5 m, wobei die Konstruktionswasserlinie eine Länge von 84,0 m aufwies. Der Schiffskörper wies eine größte Breite von 9,66 m auf, der Tiefgang betrug bei maximaler Verdrängung 3,74 m vorn und 4,67 m achtern. Die Seitenhöhe des Schiffs betrug 5,42 m. Zur Erhöhung der Sinksicherheit verfügte der Schiffskörper unterhalb des Panzerdecks über zwölf wasserdichte Abteilungen, darüber waren es zehn. Ein Doppelboden war nicht vorhanden.
Eine Neuerung im Kriegsschiffbau der damaligen Zeit stellte die Beleuchtung sämtlicher Schiffsräume mit insgesamt 145 Glühlampen sowie der auf dem Kommandoturm montierte Scheinwerfer mit einer Lichtstärke von 20.000 HK dar. Die nötige Stromversorgung stellten zwei Generatoren sicher, die eine Spannung von 67 V und eine Leistung von 20 kW erzeugten.
Die Besatzung der Avisos bestand üblicherweise aus 141 Mann, davon sieben Offiziere und 134 Mannschaften.
Die beiden Einheiten der Wacht-Klasse waren schlechte Seeschiffe. Sie rollten stark, waren leegierig und nahmen viel Wasser über. Außerdem ließen sie sich schlecht manövrieren. Allerdings verloren sie bei Gegensee nur wenig an Fahrt.

### Antriebsanlage
Die Avisos wurden jeweils von zwei schrägstehenden dreizylindrigen Dreifach-Expansionsdampfmaschinen angetrieben, die in zwei hintereinander angeordneten Maschinenräumen untergebracht waren. Den nötigen Dampf lieferten vier Lokkessel, die über vier Feuerungen verfügten und auf zwei ebenfalls hintereinander angeordnete Kesselräume aufgeteilt waren. Die Kessel verfügten über eine Heizfläche von 875 m² und erzeugten einen Dampfdruck von 10 atü. Bereits zu Beginn der 1890er Jahre wurden neue Kessel mit acht Feuerungen und 872 m² Heizfläche eingebaut. Die Maschinenanlage leistete rund 3.400 PSi (3.461 PSi auf Wacht und 3.451 PSi auf Jagd). Jede Maschine trieb eine Schraube mit 3,3 m Durchmesser an, die den Schiffen gemeinsam zu einer Höchstgeschwindigkeit von 18,2 kn (Jagd) bzw. 19,0 kn (Wacht) verhalfen. Beide Einheiten verfügten über ein Ruder. Der mitgeführte Kohlenvorrat von 230 t erlaubte den Schiffen einen maximalen Fahrbereich von 2.860 sm bei einer Geschwindigkeit von 10 kn.

### Bewaffnung
Die beiden Schiffe waren ursprünglich mit drei 10,5 cm L/35 Rk bewaffnet. Für diese Geschütze wurden bis zu 180 Schuss Munition mitgeführt. Sie erreichten eine maximale Schussweite von 7 km. 1891 wurden die Geschütze durch vier moderne 8,8 cm L/30 Sk ersetzt, für die 685 Schuss bereitgehalten wurden.
Zusätzlich verfügten die Schiffe über drei Torpedorohre mit 35 cm Durchmesser an Bord. Zwei davon waren über der Wasseroberfläche in den Seiten montiert. Das dritte war unterhalb der Wasserlinie fest in den Bug eingebaut. Es wurden acht Torpedos an Bord mitgeführt.

### Panzerung
Die Panzerung der Avisos bestand hauptsächlich aus einem Panzerdeck von 10 mm Stärke, dessen Böschungen auf 25 mm verstärkt waren.  Der Kommandoturm erhielt eine 10 bis 25 mm starke Panzerung.

## Einsatz
Die Avisos wurden hauptsächlich im Rahmen der Flotte eingesetzt, dienten jedoch auch als Begleitschiff der Staatsyacht Hohenzollern. Die Wacht wurde darüber hinaus als Führerschiff einer Torpedobootsflottille genutzt, die Jagd kurzzeitig auch für den Fischereischutz herangezogen.
Die Jagd wurde bereits vor dem Untergang des Typschiffs außer Dienst gestellt und ab 1904 als Hafenschiff gelistet. Nach ihrer Streichung aus der Liste der Kriegsschiffe wurde sie als Hulk und Schießstand für die Torpedowerkstatt in Friedrichsort genutzt und überdauerte so den Ersten Weltkrieg.

## Schiffe derWacht-Klasse
- Wacht: Stapellauf am 27. August 1887. Am 4. September 1901 nördlich von Rügen vom Panzerschiff Sachsen gerammt und untergegangen.
- Jagd: Stapellauf am 7. Juli 1888. Am 14. Mai 1910 aus der Liste der Kriegsschiffe gestrichen und 1920 in Rüstringen abgewrackt.